# Пучпалат
Пучпал́ат (кат. Puigpelat) - місто, розташоване в Автономній області Каталонія в Іспанії. 
Знаходиться у районі (кумарці) Ал Камп провінції Таррагона, згідно з новою адміністративною реформою перебуватиме у складі баґарії Камп да Таррагона.

## Населення
Населення міста (у 2007 р.) становить 891 особа (з них менше 14 років - 18,1%, від 15 до 64 - 69,9%, понад 65 років - 12%). У 2006 р. народжуваність склала 7 осіб, смертність - 9 осіб, зареєстровано 4 шлюби. У 2001 р. активне населення становило 315 осіб, з них безробітних - 28 осіб.

Серед осіб, які проживали на території міста у 2001 р., 499 народилися в Каталонії (з них 275 осіб у тому самому районі, або кумарці), 108 осіб приїхало з інших областей Іспанії, а 27 осіб приїхало з-за кордону. 

Університетську освіту має 6,1% усього населення. 

У 2001 р. нараховувалося 216 домогосподарств (з них 18,1% складалися з однієї особи, 23,1% з двох осіб,22,7% з 3 осіб, 25% з 4 осіб, 6,5% з 5 осіб, 3,7% з 6 осіб, 0,9% з 7 осіб, 0% з 8 осіб і 0% з 9 і більше осіб).

Активне населення міста у 2001 р. працювало у таких сферах діяльності : у сільському господарстві - 11,5%, у промисловості - 33,8%, на будівництві - 12,5% і у сфері обслуговування - 42,2%. 

 У муніципалітеті або у власному районі (кумарці) працює 321 особа, поза районом - 207 осіб.

### Безробіття
У 2007 р. нараховувалося 27 безробітних (у 2006 р. - 39 безробітних), з них чоловіки становили 44,4%, а жінки - 55,6%.

## Економіка

### Підприємства міста

#### Промислові підприємства
| \| Промислові підприємства міста, за сферою діяльності \| Промислові підприємства міста, за сферою діяльності \| Промислові підприємства міста, за сферою діяльності \| \| Рік \| 2002 р. \| 2001 р. \| \| --------------------------------------------------- \| --------------------------------------------------- \| --------------------------------------------------- \| \| Енергетичні та водні ресурси \| 0% \| 0% \| \| Хімія та метали \| 0% \| 9,1% \| \| Переробка металів \| 30% \| 18,2% \| \| Продукти харчування \| 50% \| 36,4% \| \| Текстиль \| 0% \| 18,2% \| \| Виробництво меблів, видання \| 20% \| 18,2% \| \| Інше \| 0% \| 0% \| \| Усього підприємств \| 10 \| 11 \| |         |         |
| Промислові підприємства міста, за сферою діяльності |         |         |
| Рік | 2002 р. | 2001 р. |
| Енергетичні та водні ресурси | 0%      | 0%      |
| Хімія та метали | 0%      | 9,1%    |
| Переробка металів | 30%     | 18,2%   |
| Продукти харчування | 50%     | 36,4%   |
| Текстиль | 0%      | 18,2%   |
| Виробництво меблів, видання | 20%     | 18,2%   |
| Інше | 0%      | 0%      |
| Усього підприємств | 10      | 11      |

#### Роздрібна торгівля
| \| Підприємства роздрібної торгівлі міста, за сферою діяльності \| Підприємства роздрібної торгівлі міста, за сферою діяльності \| Підприємства роздрібної торгівлі міста, за сферою діяльності \| \| Рік \| 2002 р. \| 2001 р. \| \| ------------------------------------------------------------ \| ------------------------------------------------------------ \| ------------------------------------------------------------ \| \| Продукти харчування \| 0% \| 0% \| \| Одяг та взуття \| 20% \| 16,7% \| \| Товари для дому \| 0% \| 0% \| \| Книги та періодичні видання \| 20% \| 16,7% \| \| Промислова хімічна продукція \| 20% \| 16,7% \| \| Продукція, пов'язана з транспортними засобами \| 0% \| 16,7% \| \| Інше \| 40% \| 33,3% \| \| Усього підприємств \| 5 \| 6 \| |         |         |
| Підприємства роздрібної торгівлі міста, за сферою діяльності |         |         |
| Рік | 2002 р. | 2001 р. |
| Продукти харчування | 0%      | 0%      |
| Одяг та взуття | 20%     | 16,7%   |
| Товари для дому | 0%      | 0%      |
| Книги та періодичні видання | 20%     | 16,7%   |
| Промислова хімічна продукція | 20%     | 16,7%   |
| Продукція, пов'язана з транспортними засобами | 0%      | 16,7%   |
| Інше | 40%     | 33,3%   |
| Усього підприємств | 5       | 6       |

#### Сфера послуг
| \| Підприємства міста, що працюють у сфері послуг, за діяльністю \| Підприємства міста, що працюють у сфері послуг, за діяльністю \| Підприємства міста, що працюють у сфері послуг, за діяльністю \| \| Рік \| 2002 р. \| 2001 р. \| \| ------------------------------------------------------------- \| ------------------------------------------------------------- \| ------------------------------------------------------------- \| \| Гуртова торгівля \| 5,9% \| 0% \| \| Готелі та готельний бізнес \| 17,6% \| 16,7% \| \| Транспорт та зв'язок \| 29,4% \| 33,3% \| \| Посередницькі фінансові послуги \| 5,9% \| 8,3% \| \| Послуги підприємствам \| 5,9% \| 0% \| \| Послуги фізичним особам \| 23,5% \| 33,3% \| \| Нерухомість та ін. \| 11,8% \| 8,3% \| \| Усього підприємств \| 17 \| 12 \| |         |         |
| Підприємства міста, що працюють у сфері послуг, за діяльністю |         |         |
| Рік | 2002 р. | 2001 р. |
| Гуртова торгівля | 5,9%    | 0%      |
| Готелі та готельний бізнес | 17,6%   | 16,7%   |
| Транспорт та зв'язок | 29,4%   | 33,3%   |
| Посередницькі фінансові послуги | 5,9%    | 8,3%    |
| Послуги підприємствам | 5,9%    | 0%      |
| Послуги фізичним особам | 23,5%   | 33,3%   |
| Нерухомість та ін. | 11,8%   | 8,3%    |
| Усього підприємств | 17      | 12      |

## Житловий фонд
У 2001 р. 2,3% усіх родин (домогосподарств) мали житло метражем до 59 м², 18,5% - від 60 до 89 м², 37,5% - від 90 до 119 м² і
41,7% - понад 120 м².

З усіх будівель у 2001 р. 49,5% було одноповерховими, 43,9% - двоповерховими, 6,6
% - триповерховими, 0% - чотириповерховими, 0% - п'ятиповерховими, 0% - шестиповерховими,
0% - семиповерховими, 0% - з вісьмома та більше поверхами.

## Автопарк
| \| Автомобілі, зареєстровані у місті, за призначенням \| Автомобілі, зареєстровані у місті, за призначенням \| Автомобілі, зареєстровані у місті, за призначенням \| \| Рік \| 2006 р. \| 2005 р. \| \| -------------------------------------------------- \| -------------------------------------------------- \| -------------------------------------------------- \| \| Приватні автомобілі \| 68,2% \| 67,9% \| \| Мотоцикли \| 9,6% \| 8,4% \| \| Вантажівки \| 19,3% \| 19,5% \| \| Трактори \| 0,3% \| 1,4% \| \| Автобуси та ін. \| 2,7% \| 2,8% \| \| Усього автомобілів \| 669 шт. \| 632 шт. \| |         |         |
| Автомобілі, зареєстровані у місті, за призначенням |         |         |
| Рік | 2006 р. | 2005 р. |
| Приватні автомобілі | 68,2%   | 67,9%   |
| Мотоцикли | 9,6%    | 8,4%    |
| Вантажівки | 19,3%   | 19,5%   |
| Трактори | 0,3%    | 1,4%    |
| Автобуси та ін. | 2,7%    | 2,8%    |
| Усього автомобілів | 669 шт. | 632 шт. |

## Вживання каталанської мови
У 2001 р. каталанську мову у місті розуміли 98,1% усього населення (у 1996 р. - 98,1%), вміли говорити нею 86,5% (у 1996 р. - 
90,3%), вміли читати 82,8% (у 1996 р. - 81,4%), вміли писати 56,2
% (у 1996 р. - 51,7%). Не розуміли каталанської мови 1,9%.

## Політичні уподобання
У виборах до Парламенту Каталонії у 2006 р. взяло участь 320 осіб (у 2003 р. - 287 осіб). Голоси за політичні сили розподілилися таким чином:
| \| Вибори до Парламенту Каталонії \| Вибори до Парламенту Каталонії \| Вибори до Парламенту Каталонії \| \| Рік \| 2006 р. \| 2003 р. \| \| -------------------------------------- \| ------------------------------ \| ------------------------------ \| \| Конвергенція та Єднання (CiU) \| 39,1% \| 48,8% \| \| Соціалістична партія Каталонії (PSC) \| 20,3% \| 19,9% \| \| Народна партія (PP) \| 9,1% \| 9,1% \| \| Ініціатива за зелену Каталонію (IC) \| 8,1% \| 4,9% \| \| Республіканська лівиця Каталонії (ERC) \| 22,2% \| 17,1% \| \| Громадянська партія (C's) \| 0,6% \| 0% \| \| Інші \| 0,6% \| 0,3% \| |         |         |
| Вибори до Парламенту Каталонії |         |         |
| Рік | 2006 р. | 2003 р. |
| Конвергенція та Єднання (CiU) | 39,1%   | 48,8%   |
| Соціалістична партія Каталонії (PSC) | 20,3%   | 19,9%   |
| Народна партія (PP) | 9,1%    | 9,1%    |
| Ініціатива за зелену Каталонію (IC) | 8,1%    | 4,9%    |
| Республіканська лівиця Каталонії (ERC) | 22,2%   | 17,1%   |
| Громадянська партія (C's) | 0,6%    | 0%      |
| Інші | 0,6%    | 0,3%    |

У муніципальних виборах у 2007 р. взяло участь 487 осіб (у 2003 р. - 398 осіб). Голоси за політичні сили розподілилися таким чином:
| \| Муніципальні вибори \| Муніципальні вибори \| Муніципальні вибори \| \| Рік \| 2007 р. \| 2003 р. \| \| -------------------------------------- \| ------------------- \| ------------------- \| \| Конвергенція та Єднання (CiU) \| 40,7% \| 50,5% \| \| Соціалістична партія Каталонії (PSC) \| 24,6% \| 0% \| \| Народна партія (PP) \| 0,6% \| 0% \| \| Ініціатива за зелену Каталонію (IC) \| 15,6% \| 0% \| \| Республіканська лівиця Каталонії (ERC) \| 4,5% \| 0% \| \| Громадянська партія (C's) \| 0% \| 0% \| \| Інші \| 14% \| 49,5% \| |         |         |
| Муніципальні вибори |         |         |
| Рік | 2007 р. | 2003 р. |
| Конвергенція та Єднання (CiU) | 40,7%   | 50,5%   |
| Соціалістична партія Каталонії (PSC) | 24,6%   | 0%      |
| Народна партія (PP) | 0,6%    | 0%      |
| Ініціатива за зелену Каталонію (IC) | 15,6%   | 0%      |
| Республіканська лівиця Каталонії (ERC) | 4,5%    | 0%      |
| Громадянська партія (C's) | 0%      | 0%      |
| Інші | 14%     | 49,5%   |